# Кліматичний оптимум
Кліматичний оптимум (від лат. optimum, «найкращий») — найтепліший інтервал часу в кожній теплій фазі четвертинного періоду.

## Характеристика
Кліматичні оптимуми визначено для усіх міжльодовикових періодів і для голоцену. Усередині оптимуму голоцену (9000-5000 років до н. е.) іноді виділяється пізній період під назвою Атлантичний оптимум (близько 6000-5000 років до н. е.). У голоцені також існував другий або «малий» кліматичний оптимум (МКО) — період короткочасного потепління в VIII–XIII століттях, також відомий як середньовічний кліматичний оптимум. Оптимум останнього перед голоценом передльодовтков'я (микулинсmкого, або еємського) настав приблизно 125 тис. років тому.

## Плейстоцен

### Кліматичний оптимум Микулинського міжльодовиков'я
Микулинське (Еємське) міжльодовиков'я тривало від 135 тис. років до н. е. до 115 тисяч років до н. е. Оптимум цього міжльодовиков'я мав такі характеристики:
- температура вища за сучасну,
- межа криги на 800 км на північ від сучасної і, можливо, літню відсутність льоду в Льодовитому океані,
- межа лісу в Сибіру на 600 км на північ від сучасної, з лісами замість тундри на усій території Чукотки,
- оледеніння в Гренландії істотно менше, ніж нині. Крига, що розтанула в Гренландії, додали від 4 до 5,5 м до рівня океанів.

## Голоцен

### Атлантичний кліматичний оптимум
Кліматичний оптимум голоцену тривав приблизно з 9000 до 5000 років до н. е. і зазвичай пояснюється позитивною фазою циклів Міланковича у цей час. Впродовж цього періоду температура була істотно вища за сучасну (зазвичай наводяться оцінки в діапазоні 1-3 °C). Дослідження в Сибіру вказують на більш високі місцеві температури, з перевищенням над сучасними до 3-9 °C взимку і 2-6 °C влітку. Літні температури на Алясці також були на 2-3 °C вище, ніж нині.
Кількість криги в Арктиці було істотно меншим, ніж нині. Крижаний покрив Гренландії бул меншим, хоча сучасна наука вважає, що льодовики зберігались.

### Малий кліматичний оптимум

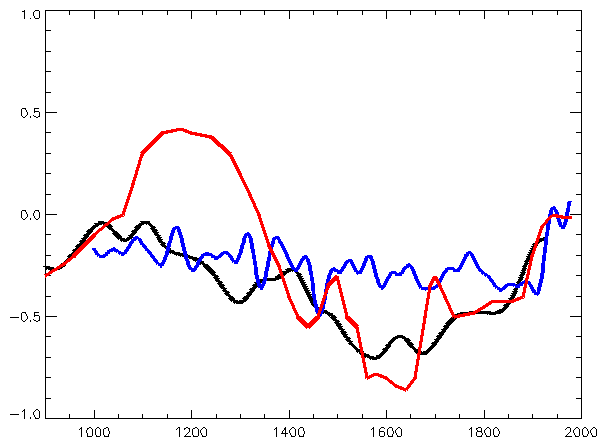
Червоний графік — глобальна температура із звіту МГЕЗК 1990 року, синій — із звіту 2001 року

Також відомий як другий кліматичний оптимум, середньовічний кліматичний оптимум. Існування цього періоду в Північній півкулі (Європі і Сибіру) в VIII–XIII століттях з температурами, які більш ніж на 1 °C перевищують сучасні (у Гренландії — до 2 °C) не ставиться під сумнів.
Ряд фахівців заперечує глобальне потепління під час малого оптимуму. Наприклад, позиція Міжурядової групи експертів по зміні клімату (МГЕЗК, англ. IPCC) за час з 1990 по 2001 рік змінилася від визнання до невизнання середньовічного оптимуму (див. порівняння температурних графіків із звітів МГЕЗК справа). Один з провідних прибічників теорії антропогенного глобального потепління (АГП) Майкл Манн написав 4 червня 2003 року: «Було б добре постаратися обмежити уявний середньовічний теплий період, хоч у нас і немає доки реконструкції температури для півкуль для того часу». Критики АГП стверджують, що прибічники теорії занизили температури середньовічного теплого періоду безпідставно з метою оголошення сучасних температур безпрецедентно високими.

## Ресурси Інтернету
- Климатический оптимум в БСЭ[недоступне посилання з липня 2019]